# Adela Kuik-Kalinowska
Adela Barbara Kuik-Kalinowska (ur. 1969) – polska filolog polska, specjalizująca się w literaturze polskiej epoki romantyzmu oraz literaturze XIX i XX wieku; nauczycielka akademicka związana z Akademią Pomorską w Słupsku.

## Życiorys
Urodziła się w 1969 roku. Po ukończeniu kolejno szkoły podstawowej oraz średniej, oraz pomyślnie zdanym egzaminie maturalnym podjęła studia na kierunku filologia polska. Zakończyła je zdobyciem tytułu zawodowego magistra w 1993 roku. Kilka lat później zdecydowała się kontynuować dalsze kształcenie w ramach studiów doktoranckich, w Instytucie Filologii Polskiej Uniwersytetu Gdańskiego. W 2000 roku uzyskała tam stopień naukowy doktora nauk humanistycznych w zakresie literaturoznawstwa o specjalności literaturoznawstwo polskie, na podstawie pracy pt. O "Czarnych kwiatach" i "Białych kwiatach" Cypriana Norwida. Konteksty - poetyka - idee. Studium monograficzne, której promotorem był prof. Józef Bachórz. W 2012 roku Rada Wydziału Filologicznego Uniwersytetu Gdańskiego nadała jej stopień doktora habilitowanego nauk humanistycznych w zakresie literaturoznawstwa o specjalności literatura XIX i XX wieku, na podstawie rozprawy nt. Tatczëzna. Literackie przestrzenie Kaszub.
Zawodowo związana jest z Instytutem Polonistyki Akademii Pomorskiej w Słupsku, gdzie zajmuje stanowisko profesora nadzwyczajnego i kierownika Zakładu Antropologii Literatury i Badań Kaszubsko-Pomorskich. Wcześniej, w latach 2003-2008 była kierownikiem Pracowni Kultury Literackiej Pomorza. Ponadto jest kierownikiem Podyplomowych Studiów Kwalifikacyjno-Metodycznych dla Nauczycieli Języka Kaszubskiego.
Poza słupską uczelnią jest członkiem takich organizacji naukowych jak: Instytutu Kaszubskiego w Gdańsku, Rady Języka Kaszubskiego przy Zarządzie Głównym Zrzeszenia Kaszubsko-Pomorskiego w Gdańsku, Akademickiej Rady Naukowej Misji Buddyjskiej w Polsce, Rady Muzeum Piśmiennictwa i Muzyki Kaszubsko-Pomorskiej w Wejherowie oraz zespołu Nowy regionalizm w badaniach literackich Komitetu Nauk o Literaturze Polskiej Akademii Nauk.
Żona prof. Daniela Kalinowskiego.

## Dorobek naukowy
Zainteresowania naukowe Adeli Kuik-Kalinowskiej koncentrują się wokół zagadnień związanych z literaturą polską epoki romantyzmu oraz literaturą XIX i XX wieku. W swoich badaniach naukowych szczególny nacisk kładzie na problematykę: 
- antropologii literatury (kulturowa semantyka miejsca, kategoria płci, antropologia śmierci)
- idei i stylu w romantyzmie (problematyka genologiczna, słowa ominalne, literatura a inne sztuki)
- zagadnienia literatury pomorskiej i kaszubskiej (opis i interpretacja ujęć idei "małych ojczyzn" z prezentacją poszczególnych koncepcji u wybranych pisarzy, kategoria mitu, kategoria pamięci kulturowej, pogranicze w literaturze i regionalizm, poetyka kulturowa, geografia wyobrażona regionu, komparatystyka)
- kultury i literatury buddyjskiej w Polsce (koan jako gatunek literacki, poezja haiku, buddyjskie klasyczne teksty retoryczne, poezja kontrkultury)

Do najważniejszych jej publikacji należą:
- Cypriana Norwida "Czarne kwiaty" i "Białe kwiaty". Konteksty, poetyka, idee, Słupsk 2002.
- Genologia Cypriana Norwida, Słupsk 2005.
- Legendy i podania z okolic Lęborka i Łeby, Gdynia 2007.
- Od Smętka do Stolema. Wokół literatury Kaszub, Słupsk 2009.
- Tatczëzna. Literackie przestrzenie Kaszub, Gdańsk-Słupsk 2011.
- Edukacja kaszubska. Tradycje, aktualność, perspektywy : praca monograficzna, Gdańsk-Słupsk 2012.
- Trzy skarby. Motywy buddyjskie w kulturze polskiej, Słupsk 2013.
- Wielkie Pomorze. Kultura i sztuka, Gdańsk-Słupsk 2013.